# 絕頂點
絕頂點（英語：Culminating point）是軍事戰略的術語，指軍隊不再能夠執行其行動。在進攻中，絕頂點就是攻擊方由於補給問題、敵軍反擊或需要休息而達到無法繼續前進的程度，所以攻擊方的任務是在達到絕頂點之前完成其目標。反之，防守方的任務是讓攻擊方在完成目標前達到絕頂點。
此概念是由軍事理論家卡爾·馮·克勞塞維茲在1832年的《戰爭論》第七篇提出。